# Eburodacrys megaspilota
Eburodacrys megaspilota es una especie de escarabajo longicornio del género Eburodacrys, tribu Eburiini, subfamilia Cerambycinae. Fue descrita científicamente por White en 1853.

## Descripción
Mide 12,2-19 milímetros de longitud.

## Distribución
Se distribuye por Brasil y Ecuador.